# Ataque aéreo a Ouadi Doum
O ataque aéreo de Ouadi Doum foi realizado por aviões franceses em 16 de fevereiro de 1986, contra a base aérea líbia de Ouadi Doum, no norte do Chade, durante o conflito líbio-chadiano. O ataque foi significativo, pois demonstrou a determinação francesa de combater os objetivos expansionistas de Gaddafi e indicou o compromisso da França com suas antigas colônias.

## Antecedentes
Em um acordo feito em Creta em setembro de 1984 entre os presidentes líbio e francês, Muammar al-Gaddafi e François Mitterrand, foi decidido que as forças francesas e líbias deixariam o Chade, que estava então dividido no Paralelo 16 N com a Líbia e os rebeldes do Governo de União Nacional de Transição (GUNT) mantendo o norte e o governo chadiano e os franceses mantendo o sul. Porém, embora a França respeitasse os acordos, deixando o Chade em 1984, a Líbia apenas reduziu suas forças, preservando 5.000 homens no país.
Quando, por ordem de Gaddafi, as forças do GUNT atacaram o sul do Chade em fevereiro de 1986, violando o paralelo 16, a reação francesa foi imediata:  ao mesmo tempo que, em 13 de fevereiro começava a Operação Épervier, que trouxe mil soldados franceses ao Chade, um ataque aéreo era preparado. O primeiro passo foi reagrupar cerca de quinze Mirage F1 e Jaguars em Bangui. O objetivo da operação era danificar a pista de pouso de Ouadi Doum, no norte do Chade, uma faixa de 3.800 metros de comprimento, construída pelos líbios entre novembro de 1984 e outubro de 1985. Ouadi Doum tinha grande importância estratégica, pois os bombardeiros líbios eram capazes de voar de lá para atacar a capital do Chade, N'Djamena.
Mais importantes ainda foram os aspectos políticos do ataque: Ouadi Doum era um símbolo da duplicidade líbia. O governo francês pretendia que a ação enviasse uma mensagem aos seus aliados africanos, provando sua determinação em enfrentar a expansão líbia.

## Ataque
Em 16 de fevereiro, 11 Jaguares da Escadron 1/11 Roussillon escoltados por quatro Mirage F1 partiram de Bangui para Ouadi Doum. Quando os aviões franceses atacaram, estavam voando muito perto do solo, a fim de evitar a detecção pelo radar líbio e mísseis terra-ar  antes que fosse tarde demais. Os aviões fizeram apenas uma passagem sobre o alvo, lançando cerca de quarenta BAP 100 e bombas clássicas de 250 kg na pista, danificando-a gravemente e tornando-a temporariamente inutilizável. Todo o ataque durou menos de um minuto. Os dois últimos Jaguares do ataque estavam atrasados para a curva e voaram em estilhaços e destroços encontrados pelo Líder e Número 2 da formação, sofrendo pequenos danos, mas ainda sendo capazes de retornar a Bangui.

## Consequências
Logo depois, o ministro da Defesa francês, Paul Quilès, anunciou que a pista de Ouadi Doum havia sido inutilizada. As reações políticas na França foram todas de apoio ao governo, com exceção das do Partido Comunista Francês. Quanto às reações externas, Mitterrand obteve o apoio dos Estados Unidos e, como ficou claro na cúpula da Francophonie realizada em Paris de 17 a 19 de fevereiro, da maioria dos países africanos.
A primeira reação de Gaddafi foi afirmar que a pista de pouso tinha apenas fins civis e que o ataque havia causado a morte de nove civis. No entanto, Gaddafi retaliou no dia seguinte a incursão quando um Tupolev Tu-22 líbio de Aouzou atacou o aeroporto da capital do Chade, N'Djamena. Permanecendo sob a cobertura do radar francês voando baixo sobre o deserto por mais de 1.127 km (700 mi), ele acelerou para mais de Mach 1, subiu para 5.030 m (16.503 pés) e lançou três bombas pesadas. Apesar da considerável velocidade e altitude da aeronave, o ataque foi extremamente preciso: duas bombas atingiram a pista, uma demoliu a pista de pouso e o aeródromo permaneceu fechado por várias horas como consequência. O bombardeiro teve problemas técnicos em sua viagem de regresso. Aviões de reconhecimento de alerta antecipado estadunidenses baseados no Sudão monitoraram pedidos de socorro enviados pelo piloto do Tu-22 indicando que provavelmente caiu antes de chegar à sua base em Aouzou (possivelmente atingido por pelos canhões antiaéreos de cano duplo que dispararam no aeroporto de N'Djamena). Em 1987, aeronaves francesas atingiram o aeródromo novamente, desta vez visando locais de radar líbios.